# Wilhelm Schaeffler
Wilhelm Schaeffler (* 3. April 1908 in Bourdonnay auf Schloss Marimont; † 22. Oktober 1981 in Herzogenaurach) war ein deutscher Unternehmer.

## Leben
Er begann sein Studium 1928 an der Universität zu Köln und an der Rechtsfakultät der Pariser Sorbonne. Dem Abschluss zum Diplomkaufmann folgte im Dezember 1937 die Promotion mit der Doktorarbeit „Grenzfälle der Bilanzierung“.
Parallel zum Studium begann er 1932 seine berufliche Laufbahn mit dem Eintritt in die Deutsche Revisions- und Treuhand AG. Hier hatte er die Aufgabe, Gutachten zur Wirtschaftlichkeit von Industrieunternehmen auszuarbeiten.
Nach seinem Wechsel zur Berliner Zentrale der Dresdner Bank blieb er auf dem Gebiet der Wirtschaftlichkeitsprüfungen tätig, wobei er mittlere und größere industrielle Betriebe im gesamten
Reichsgebiet durchleuchtete. Im Jahr 1939 erwarb er mit Beteiligung seiner Eltern die Davistan AG, ein vier Werke umfassendes Textilunternehmen mit rund 40.000 Quadratmetern Fertigungsfläche im oberschlesischen Katscher. Die ehemals jüdischen Eigentümer hatten bereits 1933 Deutschland verlassen. Davistan stand unter Verwaltung eines Bankenkonsortiums und war überschuldet. Davistan produzierte zunächst Textilien für die Wehrmacht und stellte bereits kurz nach Beginn des Zweiten Weltkriegs sein Fertigungsprogramm auf kriegswichtige Güter um. 1941 wurde Wilhelm Schaeffler Mitglied der NSDAP. Im selben Jahr stieg sein jüngerer Bruder Georg Schaeffler in das Unternehmen ein. 1942 wurde das Unternehmen in „Wilhelm Schaeffler AG“ umbenannt.
Im Januar 1945 erhielt Schaeffler den Befehl zur Verlagerung der Nadellagerproduktion ins oberfränkische Schwarzenhammer. Im Sommer 1946 gründeten die Brüder Wilhelm und Georg Schaeffler INA (siehe Schaeffler-Gruppe) und nahmen hier die Nadellagerproduktion wieder auf.
Ebenfalls 1946 wurde Wilhelm Schaeffler von den US-Amerikanern an Polen ausgeliefert und dort angeklagt, weil er „im Auftrag der deutschen Regierung“ an der „Liquidierung des dem polnischen Staat und den polnischen Bürgern gehörenden Besitzes“ beteiligt gewesen sein soll. Das Urteil vom April 1949 des zuständigen Bezirksgerichts weitete den Vorwurf auf „jüdisches Eigentum“ aus. Wilhelm Schaeffler wurde nach Aufenthalten in den Gefängnissen in Białystok und Warschau am 23. Juli 1951 freigelassen.
Zurück im Unternehmen baute er die Teppichfertigung als zweites Standbein der Schaeffler-Unternehmensgruppe aus. Schaeffler entwickelte sich in den 1970er Jahren zu den größten Herstellern von Teppichen und Teppichböden in der Bundesrepublik Deutschland.